# スターティング・オーヴァー
「スターティング・オーヴァー」（原題 : (Just Like) Starting Over）は、ジョン・レノンの楽曲である。1980年10月23日にアメリカで、24日にイギリスでシングル盤として発売され、B面にはヨーコ・オノの「キス・キス・キス」が収録された。12月8日のレノンの死後、全英シングルチャートとBillboard Hot 100で第1位を獲得した。レノンとオノのカムバック・アルバム『ダブル・ファンタジー』からの第1弾シングルとなった本作は、レノンの生前に発売された最後のシングルともなった。
日本では、1997年にTBS系列で放送されたテレビドラマ『いちばん大切なひと』の主題歌として使用され、2000年に放送されたダイドードリンコ「ダイドーブレンドコーヒー」のCMソングとして使用された。

## 背景・曲の構成
「スターティング・オーヴァー」は、レノンがバミューダ諸島に滞在していた時に書いた楽曲で、本作と同時期に「クリーンアップ・タイム」も書かれた。作曲当初のタイトルは「My Life」。ロックンロール色の強い楽曲で、セッションの間レノンは本作を「エルヴィス＝オービソン」と称していた。レコーディング後に「Starting Over」に変更されるも、同時期にタミー・ワイネットによる同名曲が発売されたことから、「Just Like」が付け加えられた現行のタイトルになった。
伝記作家のアンドリュー・グランド・ジャクソンは、著書『Still the Greatest: The Essential Songs of the Beatles' Solo Careers』の中でザ・ビーチ・ボーイズの「ドント・ウォーリー・ベイビー」やバディ・ホリーの「レイニング・イン・マイ・ハート（英語版）」などの楽曲からの影響について言及している。また、本作の歌詞にはビートルズ時代にポール・マッカートニーが書いた「ホワイ・ドント・ウィ・ドゥ・イット・イン・ザ・ロード」に似たフレーズ（Why don't we take off alone）が登場している。

## レコーディング
「スターティング・オーヴァー」のレコーディングは、1980年8月9日にニューヨークにあるザ・ヒット・ファクトリーで行われ、9月25日から26日にかけてレコード・プラント・スタジオでミキシングが行なわれた。
レコーディングには、以下のミュージシャンが参加した。
- ジョン・レノン - ボーカル、エレクトリック・ギター
- アール・スリック（英語版）、ヒュー・マクラッケン - エレクトリック・ギター
- トニー・レヴィン - ベース
- ジョージ・スモール（英語版） - キーボード
- ミシェル・シンプソン、カッサンドラ・ウートン、シェリル・マンソン・ジャックス、エリック・トロイヤー - バッキング・ボーカル
- アンディ・ニューマーク - ドラム
- アーサー・ジェンキンス（英語版） - パーカッション

## 評価
『ビルボード』誌は、「スターティング・オーヴァー」を「アップテンポで、はつらつとした響きのロッカー」と表現し、「魅力的なメロディーと歌詞」と「非常に優れたリズム」に加えて、レノンのボーカル・パフォーマンスを称賛した。『ローリング・ストーン』誌にレビューを寄稿したリッチー・アンタ―バーガーは、「歌詞には音楽業界から5年間離れていたレノンの音楽に対する新たな熱意が反映されていて、1950年代のバラードやドゥーワップの趣がある」と評している。
第24回グラミー賞で最優秀レコード賞にノミネートした。

## チャート成績

### 週間チャート
| チャート (1980年 - 1981年)                 | 最高位 |
| ------------------------------------------ | ------ |
| オーストラリア (Kent Music Report)         | 1      |
| オーストリア (Ö3 Austria Top 40)           | 1      |
| ベルギー (Ultratop 50 Flanders)            | 6      |
| カナダ トップ シングルス (RPM)             | 1      |
| ドイツ (GfK Entertainment charts)          | 4      |
| アイルランド (IRMA)                        | 1      |
| イタリア (Musica e Dischi)                 | 8      |
| 日本 (オリコン)                            | 37     |
| オランダ (Dutch Top 40)                    | 8      |
| オランダ (Single Top 100)                  | 14     |
| ニュージーランド (Recorded Music NZ)       | 2      |
| ノルウェー (VG-lista)                      | 2      |
| 南アフリカ (Springbok)                     | 4      |
| スペイン (Productores de Música de España) | 1      |
| スウェーデン (Sverigetopplistan)           | 3      |
| スイス (Schweizer Hitparade)               | 1      |
| UK シングルス (OCC)                        | 1      |
| US Billboard Hot 100                       | 1      |
| US Adult Contemporary (Billboard)          | 17     |
| US Cash Box Top 100 Singles                | 1      |

| チャート (2012年)    | 最高位 |
| -------------------- | ------ |
| 日本 (Japan Hot 100) | 79     |

| チャート (2013年)    | 最高位 |
| -------------------- | ------ |
| 日本 (Japan Hot 100) | 65     |

### 年間チャート
| チャート (1980年)               | 順位 |
| ------------------------------- | ---- |
| US Cash Box Top 100 Pop Singles | 57   |

| チャート (1981年)                           | 順位 |
| ------------------------------------------- | ---- |
| オーストラリア (Kent Music Report)          | 18   |
| カナダ (RPM)                                | 21   |
| イタリア (Italian Hit Parade Singles Chart) | 29   |
| ニュージーランド (Recorded Music NZ)        | 32   |
| US Billboard Hot 100                        | 4    |

### オールタイム・チャート
| チャート (1958年 - 2013年) | 順位 |
| -------------------------- | ---- |
| US Billboard Hot 100       | 62   |

## 認定
| 国/地域                                             | 認定 | 認定/売上数 |
| --------------------------------------------------- | ---- | ----------- |
| 日本 (RIAJ) 1997年再発盤                            | Gold | 50,000^     |
| ニュージーランド (RMNZ)                             | Gold | 10,000*     |
| イギリス (BPI)                                      | Gold | 500,000^    |
| アメリカ合衆国 (RIAA)                               | Gold | 1,000,000^  |
| * 認定のみに基づく売上数 ^ 認定のみに基づく出荷枚数 |      |             |

## 主なカバー・バージョン
- 椎名林檎 - 2002年に発売されたカバー・アルバム『唄ひ手冥利〜其ノ壱〜』に収録[48]。
- スガシカオ - 2004年に発売されたシングル『光の川』にカップリング曲として収録[49]。日産自動車「ラティオ」のCMソングとして使用された[50]。
- ザ・フレーミング・リップス - 2007年に発売されたチャリティ・アルバム『メイク・サム・ノイズ:キャンペーン・トゥ・セイヴ・ダルフール』に収録[11]。